# Tōdō Takatora
En aquest nom japonès, el cognom és Tōdō.
Tōdō Takatora (16 de febrer del 1556 - 9 de novembre del 1630) va ser un dàimio japonès del període Azuchi-Momoyama fins al període Edo de la història del Japó. Takatora va tenir un origen molt humil i va iniciar la seva carrera militar com a soldat ashigaru i va acabar convertit en un poderós dàimio. Durant la seva vida va canviar set vegades de senyor feudal i va treballar per a deu persones diferents, encara que al final va romandre fidel a Tokugawa Ieyasu, qui seria el seu últim mestre.
Takatora va ser promogut ràpidament sota les ordres de Hashiba Hidenaga, germà menor de Toyotomi Hideyoshi, i va participar en les invasions japoneses a Corea on va ser el comandant de la flota de Hideyoshi. En aquesta època se li va donar el han de Iyo-Uwajima, valorat en 70.000 koku.
Durant la batalla de Sekigahara el 1600, va lluitar en el bàndol de Tokugawa Ieyasu, després de la qual va rebre un feu encara més gran, el de Iyo-Imabari, valorat en 200.000 koku. Més tard es va convertir en senyor de Tsu, el que va augmentar els seus dominis 320.000 koku.
Takatora és famós a més per les seves habilitats en la planificació de castells.
Una de les seves últimes participacions importants va tenir lloc durant el setge d'Osaka.